# Organisation de façade
Une organisation de façade, ou groupe paravent, est une organisation généralement secrète et souvent illégale, créée pour que le responsable d'une opération ou d’une bande organisée n'apparaisse pas, ou pour donner l'impression que l'opération est conduite par une autre entité qu'on veut injustement désigner comme « coupable » ou responsable. 
Dans le monde économique, ces organisations dont l'activité « sape les fondements d'une économie saine  et entrave le développement économique des territoires concernés »,  sont source de concurrence déloyale et d'activités parfois criminelles, et pour cette raison activement recherchées, et plus ou moins bien contrées à échelle internationale. Dans le cadre de conventions (ex : Convention de Palerme) les services chargés de lutter contre ces organisations doivent coopérer pour mieux détecter et traiter la Criminalité transnationale dont les revenus sont souvent protégés par les Paradis fiscaux. 
Selon Interpol, ce type d'organisation est aussi l'une des premiers modes de financement du terrorisme,  consistant dans « la génération de fonds par des moyens licites ou illicites qui sont remis à une organisation terroriste ou à son organisation de façade par des réseaux financiers formels ou informels ».

## Typologies
L'« organisation-paravent » peut être d’apparence neutre, ou être une organisation officielle et légale infiltrée, ou être une organisation politique, sectaire, commerciale ou encore un groupe de lobbying industriel ou financier, une entité militaire ou religieuse, etc. qui dans tous les cas cache tout ou partie de ses  véritables objectifs. 
Il s’agit parfois d'une entreprise totalement fictive qui n’a qu’un nom et une adresse.
Pour garder sa fausse identité ou cacher ses vrais objectifs, l’entité-mère qui crée anonymement l’organisation paravent s'appuie souvent sur des hommes de paille, une entreprise légale qu’elle infiltre ou un prête-nom  qui peut être légal (dans le cadre d’un Contrat par représentation ou illégal (on parle alors en droit d’une « représentation imparfaite »).
Elle peut aussi se cacher derrière une chaine complexe d’intermédiaires, éventuellement intégrés dans des réseaux internationaux ou économiques. Elle peut aussi s’appuyer sur  le secret bancaire, le secret commercial, la menace et la corruption, la production et l'usage de faux documents ou témoignages, et divers et réseaux de collusion et/ou de trafics d'influence, de biens et personnes et sur des  institutions financières installées dans des paradis fiscaux.

## Histoire
En contexte de guerre (dont guerre froide) et en pays « ennemi », l'entité qui crée ou organise une organisation de façade cherche à rester totalement non identifiable, en brouillant les cartes en général. Elle peut aussi n'être qu'à demi cachée (par exemple, en faisant discrètement jouer à une agence, une ONG ou une ambassade officielle un rôle qu'elle ne devrait pas jouer). 
L'histoire du renseignement, de l'espionnage, de l'intelligence économique et du contre-espionnage sont riches d'exemples de manipulations de ce type, dont il est parfois difficile d'être certain qu'il ne s'agisse pas de leurres ou de contre-leurres destinés à en cacher d'autres ; alimentant des discours et des suspicions qui peuvent longtemps perdurer, notamment via la « théorie du complot ». Il est parfois difficile de savoir si c'est le trafic d'armes, d'influence ou de drogue qui alimente certains extrémismes religieux, fondamentalismes ou dictatures politiques, ou si c'est l'inverse ; les extrémismes et leur prosélytisme semblent parfois pouvoir être à la fois une réalité, une chimère ou un paravent profitant à d'autres entités. 
Depuis plusieurs siècles, des ONG confessionnelles sont géopolitiquement actives et de nouvelles entités apparaissent périodiquement (télévangélisme, théologie de la libération...) pendant que des mouvements soutenus par de grandes Églises et des prédicateurs médiatiques continuent à promouvoir un islam jihadiste, une rechristianisation, etc.). Ces ONG peuvent aussi être des « organisations de façade » cachant d'autres intérêts, peut être même parfois sans le savoir, elles ont contribué à la colonisation et certains jugent qu'elles contribuent à diverses formes de néocolonialisme
À certaines époques et dans certains pays, en raison d’un contexte politique qui leur est favorable, des « organisations-paravents » peuvent se développer en se cachant à peine, voire avec le soutien de l'État (quand elles sont par exemple chargées de faire de la propagande ou un prosélytisme idéologique que souhaite le gouvernement lui-même, ou quand elles œuvrent pour des groupes de pression fortement implantés), ou encore - dans le domaine commercial - parce que le gouvernement du pays ne respecte pas certains principes ou accords internationaux soutenant l'économie de marché (le droit de la propriété intellectuelle et/ou commerciale par exemple).

Le CEIPI en donne comme exemple récent « Le clan turc Bucak, dirigé par Sedat Bucak, est censé détenir le monopole de vente de contrefaçons à Kusadasi. Ce clan avait loué quarante magasins à Kusadasi afin d’y vendre des T-shirts, chemises, pantalons et pulls contrefaisants de marques mondialement connues »; et en 2002, 3 suspects arrêtés pour contrefaçon de vêtements avaient déjà été condamnés pour faits de terrorisme et avaient appartenu au Groupe salafiste pour la prédication et le combat, dans un autre cas, c’est l’organisation Hajira (qui prône un djihad total, déjà impliquée dans des trafics d’armes et de faux papiers) qui a été trouvée en possession de 60 mètres cubes de marchandises (milliers de T-shirts, survêtements et maillots de rugby Eden Park, Serge Blanco, Ralph Lauren et Nike. 
Le trafic de drogue, d’armes, d’alcool (durant la prohibition aux États-Unis notamment) et de cigarette, de vêtements ou de divers produits de consommation se cache très souvent derrière des organisations de façade ou est soutenu par de telles organisations.

## Enjeux
Ces organisations par définition opaques et souvent mafieuses perturbent le fonctionnement normal du commerce et peuvent être source de pertes commerciales important pour les organisations et personnes qui en sont victimes, notamment quand les moyens d'actions et de pression sont de nature violentes et criminels. 

## Cas particulier des «entreprises-paravent»
L'« entreprise paravent » est l'un des trois types d'entreprises légales liées à la mafia selon une typologie établie par le juge Costantino en 1986. 
Des organisations légales ou mafieuses peuvent se cacher derrière de fausses entreprises (« entreprise fantôme ») créées de toutes pièces  pour leurs besoins, mais aussi derrière de vraies entreprises légales, éventuellement multinationales et à tendance monopolistique, utilisées comme façade ou paravent et notait en 1991 le juge Falcone se développant d’autant mieux que le mafioso devenu chef d’entreprise  est « riche, assuré de pouvoir disposer de sommes importantes qu'il n'a pas dû emprunter et qu'il n'aura donc pas à rembourser, il s'emploie, par l'intimidation et la violence, à créer une situation de monopole dans son secteur d'activité ». De telles entreprises peuvent facilement fausser la concurrence en répondant par exemple à bas prix aux appels d'offres et appels à projets publics, et une fois qu'elles ont ainsi éliminé tous leurs concurrents potentiels exiger plus d'argent. Quand elles dominent un marché, elles peuvent aussi  plus facilement s'entendre sur les prix.
Ce phénomène mis en évidence lors des procès anti-mafia en Italie a notamment été étudié et dénoncé par Catanzaro en Italie dans les années 1980-1990, et divers observateurs ont noté l’apparition de nombreuses entreprises-paravent qui ont uni des mafieux, des entrepreneurs et des hommes politiques, en formant de nouveaux groupes de pouvoir et de contrôle social, plus ou moins protégés par le statut d’acteur économique de l’entreprise (créatrice d’emploi dans un monde en crise). Les relations entre mafia et entreprises et politique qui étaient antérieurement basées sur des rapports de force et d’extorsion se sont alors adoucis pour devenir selon  Centorrino, 1990 et Santino (1990) de collusion ou d’échanges de services mutuels « les rapports entre entreprises (mafieuses et non mafieuses) et milieux politiques ne seraient pas de corruption, mais d'échanges et de pénétration réciproque », ce qui a aussi permis à la mafia italienne « entre autres, de contrôler directement le marché des ressources publiques », en Italie notamment.
Pour mieux s’infiltrer dans l’économie légale ;  comme l’ont montré les procès anti-mafia italiens, les organisations criminelles mafieuses ont notamment appris à exploiter à leur profit la théorie économique des droits de propriété et en particulier le droit de propriété mutuelle qui a permis à des organisations criminelles de créer et verrouiller ce que Champeyrche nomme des « entreprises légales-mafieuses », avec des « avantages organisationnels et une diminution des coûts liés à la propriété ».

## Objectifs et motivations sous-jacentes
Les motivations présidant à la création ou utilisation d'une « organisation de façade » peuvent être diverses, dont notamment :
- motifs militaires (par exemple, pour le renseignement et la Guerre de l'information, voire pour monter un putsch ou pour préparer et mener de véritables opérations dites sous « fausse bannière », destinées à tromper l'adversaire sans attirer l'attention d'autres pays ou de l'opinion publique) ;
- motifs politiques (il s'agit alors souvent d'étendre le pouvoir ou l'emprise d'un homme politique, de sa famille, de son parti, ou d'intérêts économiques qui le soutiennent) ; le commanditaire peut être étranger au pays, et même agir sans en informer le bénéficiaire ;
- motifs idéologiques et/ou religieux (prosélytisme...) ;
- de spéculation commerciale et politico-financière (dans le domaine de l’immobilier par exemple) ;
- motifs mafieux ; les motivations peuvent alors être liées au blanchiment d'argent, au trafic d'armes, au grand banditisme au trafic de drogue, de minéraux (diamants par exemple) et métaux rares et précieux, de déchets, de médicaments ou faux médicaments[19]... L'entité mafieuse qui se crée une façade peut aussi chercher à utiliser à son profit des réseaux légaux industriels, commerciaux ou de promoteurs[3] ou vouloir cacher d'autres activités criminelles (telles qu'échapper à l'impôt, rechercher une position dominante sur le marché, spéculer sur les brevets, produire des contrefaçons, commercialiser du bois illégal, des métaux précieux issus de filières illégales[20], ou s'inscrire dans ce qu'on appelle parfois la nouvelle piraterie[21], prostitution, etc.).
- motifs lobbyistes (par exemple, l'industrie du tabac[22], de l’amiante (cf Scandale de l'amiante et Comité Permanent Amiante), du charbon et des combustibles fossiles, etc. sont réputés avoir souvent financé des tiers non déclarés afin de défendre leurs positions et intérêts commerciaux, parfois en générant des situations de conflit d’intérêt voire de délit d’initié ; Les lobbyistes sont depuis les années 1980[23] alors que se crée le marché unique cadré par un acte unique. se présentant parfois comme « source d'expertise et multiplicateur d'opinion »[23], ils se font encore plus en plus présents et pressants autour des décideurs politiques et du législateur européen, « à tous les stades du processus législatif communautaire »[23], alors que l'Europe acquiert des moyens législatifs plus étendus et voudrait imposer plus de transparence à l'industrie (en 2004, selon Siim Kallas[24], ils étaient environ 15 000 dans les couloirs et bureaux de Bruxelles, dont 20 % représenteraient de ONG, 10 % des collectivités et organismes internationaux et les autres le monde industriel et économiques[25] mais leur nombre est mal connu dans d'autres sphères politiques où ils ne sont pas obligés de se déclarer. Les représentants des filières charbon et acier sont ainsi intimement associé à la construction de l'Union européenne puisqu'ils l'ont eux-mêmes préfiguré avec la Communauté européenne du charbon et de l'acier (CECA). De même, dès 1958, le patronat s'est-il intégré en tant que lobby à la construction européenne, via l'Union des confédérations des industries et des employeurs d'Europe (UNICE) qui y défend les intérêts des patrons européens[26](présidée par Ernest-Antoine Seillièreancien président du Medef de 2005 à 2009[27], présidence durant laquelle il a fait rebaptiser l'UNICE en « BusinessEurope »).

## Internationalisation
Dans un contexte de mondialisation, les organisations de façade (notamment celles créées par la mafia) profitent de la facilité accrue de cacher ou transporter leurs activités d'un pays à l'autre par le jeu de faillites frauduleuses et/ou de fusion-acquisition, « croissance par adjacence », prises de participations ou prises illégales d'intérêts, etc., en profitant de la complexité croissante des réseaux commerciaux des vraies entreprises. 
Dans ce contexte, les organisations de façade détournent à leur profit la valeur donnée aux marques par les brevets de propriété commerciale et intellectuelle en vendant des contrefaçons sans avoir supporté le prix de leur mise au point et des dépôts de brevets.
Certains ports sont connus comme plaque tournante du trafic, et certains pays comme très laxistes vis-à-vis des contrefacteurs ou d’entreprises de façades (Paradis fiscaux notamment).
- Ainsi a-t-on découvert un réseau de contrefacteurs qui produisaient de faux produits Adidas au Portugal (comme le fait réellement le groupe Adidas) et les distribuait dans des hypermarchés européens grâce à de faux documents (200 000 pièces de textile). Ce réseau a un temps échappé aux soupçons car il était lui-même bon client de la marque.
- Dans un autre cas, c'est la mafia russe qui contrefaisait des produits en Corée pour les écouler en Europe grâce à de faux documents.
- En 2002, l’ICTI (International Council of Toy Industries) a dénoncé le rôle de la Chine, qui ne respecte pas les brevets et produirait près de 75 % des jouets contrefaisants dans le monde[30], un réseau (démantelé) de vente de contrefaçons chinois avait ainsi au Luxembourg une société de façade sans même un salarié, qui dissimulait un trafic de jouets importés d’Asie vers le Luxembourg d’où ils étaient exportés en Allemagne et en France[31]. Ces jouets produits à bas coûts, peuvent – même dans les filières officielles[32] - notamment contenir du plomb et être dangereux pour les jeunes enfants. 
La Pologne[19] et la Turquie ont aussi été désignés par l’OCDE en 1998 comme pays où la contrefaçon dépassait en volume la production de jouets « originaux »[33].

Les progrès des télécommunications aident théoriquement les douanes, Interpol et les agences légales de renseignement à plus facilement détecter les fraudes, mais leurs adversaires disposent des mêmes moyens, et peuvent en outre abriter leurs fonds dans les paradis fiscaux, ou pour certains dans des pays qui leur offre une relative impunité ou protection. 

## Lutte contre les «organisations de façade»
En réponse à l’organisation internationale des réseaux mafieux et de certaines sectes ou organisations terroristes, la coopération policière internationale, douanière et judiciaire s’organise également au niveau international, en diversifiant ses moyens, sa force dissuasive et ses sanctions.
Divers organismes nationaux et internationaux luttent contre les organisations de façade quand il s’agit de sectes ou de systèmes mafieux. Ce sont par exemple les douane et l’Interpol Intellectual Crime Action Group, mais la « course entre gendarmes et voleurs » évolue sans cesse au gré des progrès fait par les premiers pour détecter les fraudes et par les seconds pour échapper aux moyens de détection ou mieux écouler leurs produits et messages via internet, ou via les filières traditionnelles de réseaux de magasins, foires ou braderies dans le cas de contrefaction pour certaines de plus en plus difficile à détecter (le produit contrefait pouvant même parfois être de très bonne qualité),. 
Des lois (ex : Loi antitrust) ou des lieux tels que la Plate-forme européenne des instances de régulation et d'autres instances de ce type sont supposés permettre d'éviter l'apparition de situations monopolistiques.